# Еберхард фон Щраленберг
Еберхард фон Щраленберг (на немски: Eberhard von Stralenberg; † 16 ноември 1293) от род Щраленберг е епископ на Вормс (1291 – 1293).

## Живот
Той е син на Конрад I фон Щраленберг († сл. 1240), господар на Хирцберг, и брат на Хайнрих фон Щраленберг († сл. 1255) и Конрад II фон Щраленберг († 1284).
Еберхард е според документи на 8 септември 1277 г. катедрален схоластик и съдия и от 1 май 1278 до 24 януари 1284 г. пробст във Вормс. През 1291 г. той е избран за епископ на Вормс. Крал Адолф от Насау и архиепископ Герхард II от Майнц поддържат избрания, а градът в началото е против него, но по-късно го произнава.
Еберхард фон Щраленберг умира на 16 ноември 1293 г. и по негово желание е погребан в манастир Шьонау в Оденвалд.
- Замъкът Щраленбург, резиденцията на фамилията, вер. родното място на Еберхард фон Щраленберг
- Документ на епископа 
от 10 ноември 1293